# Орлеанське графство
Орлеанське графство (фр. Comté d'Orléans) — ранньосередньовічние феодальне володіння Франкської держави та Французького королівства, що включало місто Орлеан і регіон навколо нього із замками Божансі, Буакоммен, Вітрі-о-Лож, Евр-лє-Шатель (фр. Yèvre-le-Châtel), Жанвіль, Лоррі, Невіль-о-Буа, Шатонеф-сюр-Луар та Шаторенар. Управлялось графом.
В 987 році орлеанський граф Гуго Капет став королем Французького королівства в включив Орлеанське графство до королівського домену. Починаючи з XIV століття територія колишнього Орлеанського графства часто ставала апанажем, що надавався молодшим синам королів Франції під назвою Орлеанське герцогство (фр. Duché d'Orléans), з наданням титулу герцога Орлеанського.

## Історія
Орлеанське графство, вірогідно, було утворене відразу після завоювання римської Галлії франками на чолі з королем Хлодвігом в 486 році. Після поділу франкського королівства Хлодвіга на чотири частини, Орлеан став столицею Орлеанського королівства. На початку середньовіччя Орлеан був одним із трьох найбагатших міст Франції разом із Руаном і Парижем.
В 987 році королем франків був коронований граф Орлеанський Гуго Капет (засновник династії Капетингів). Після коронації він відмовився від свого титулу графа та включив територію Орлеанського графства до королівського домену Французького королівства.

## Опис
Крім самого Орлеана, до складу Орлеанського графства входили кастелянства Божансі, Буакоммен, Вітрі-о-Лож, Евр-Лє-Шатель (фр. Yèvre-le-Châtel), Жанвіль, Лоррі, Невіль-о-Буа, Шатонеф-сюр-Луар та Шаторенар. Орлеанське графство залишалось анклавом, оточеним іншими, часто більш могутніми володіннями — потужними Блуаським та Шартрським графствами на заході, Бурзьким віконтством на півдні та графством Сансер, сеньйорією Гієн, Куртене та графством Гатіне на південному сході та сході. Однією з головних турбот перших Капетингів було зміцнення їх влади в королівському Орлеанському домені, оточеному потужними володіннями сусідніх феодалів, яких непокоїли територіальні об'єднавчі претензії нової династії.

## Перелік графів Орлеанських

### Меровінги
- Віллахар, тесть Храмна, сина короля Хлотара I

### Каролінги
- Адріан (?-c.810)
- Одо I (бл. 810—818, 828—830, 831—834)
- Матфрід (818—828, 830—831)
- Вільям (834–c.860)
- Роберт I Сильний (бл. 860—866)
- Гуго Абат (866—886)
- Одо II (886—888)
- Роберт II (888—923)
- Гуго Великий (923—956)
- Гуго Капет (956—987)

### Капетинги
- Філіпп Французький, старший син і спадкоємець Людовіка IX Святого (пізніше Філіп III Сміливий)

## Орлеанське герцогство
Після включення до королівського домену за часів Гуго Капета, починаючи з XIV століття територія колишнього Орлеанського графства часто ставала частиною апанажів, що надавались різним молодшим синам королів Франції під назвою Орлеанське герцогство (фр. Duché d'Orléans), з наданням титулу герцога Орлеанського (фр. Duc d'Orléans). Титул герцога Орлеанського — феодальний титул, вперше створений у 1344 році французьким королем Філіпом VI Валуа для його другого сина Філіпа, який став першим герцогом Орлеанським. Титул міг передаватися його власником своїм нащадкам; коли титул став доступним (тобто коли його власник не залишив дітей), Орлеанське герцогство традиційно передавалося як уділ молодшому синові короля Франції. Загалом десять молодших синів королів Франції були титуловані герцогом Орлеанським, але лише шестеро фактично отримали його у своє володіння.
10 травня 1661 року король Франції Людовик XIV віддав Орлеанське герцогство своєму братові Філіппу. Герцог Філіпп I став засновником орлеанської гілки династії Бурбонів. Внаслідок революції 1848 року представник Орлеанського дому, останній французький король Луї-Філіпп I емігрував до Великої Британії, де помер у 1850 році. Граф Паризький Фердинанд Філіпп після смерти свого діда Луї-Філіппа I, у 1850 році до своєї смерти у 1894 році вважався претендентом на престол Франції. Ідею відновлення французької монархії на чолі з Фердинандом Філіппом просували орлеаністи.
З 21 січня 2019 рок найстаршим представником Орлеанської королівського дому з Бурбонської династії та претендентом на трон Франції під ім'ям Жан IV став Жан IV Орлеа́нський (народився 19 травня 1965). Він також має титул графа Парижу та герцога Орлеанського.